# Дернберг (Лан)
Дернберг (њем. Dörnberg) општина је у њемачкој савезној држави Рајна-Палатинат. Једно је од 137 општинских средишта округа Рајн-Лан. Према процјени из 2010. у општини је живјело 561 становника. Посједује регионалну шифру (AGS) 7141030.

## Географски и демографски подаци
Дернберг се налази у савезној држави Рајна-Палатинат у округу Рајн-Лан. Општина се налази на надморској висини од 280 метара. Површина општине износи 5,8 km². У самом мјесту је, према процјени из 2010. године, живјело 561 становника. Просјечна густина становништва износи 96 становника/km².